# Tay Kheng Soon

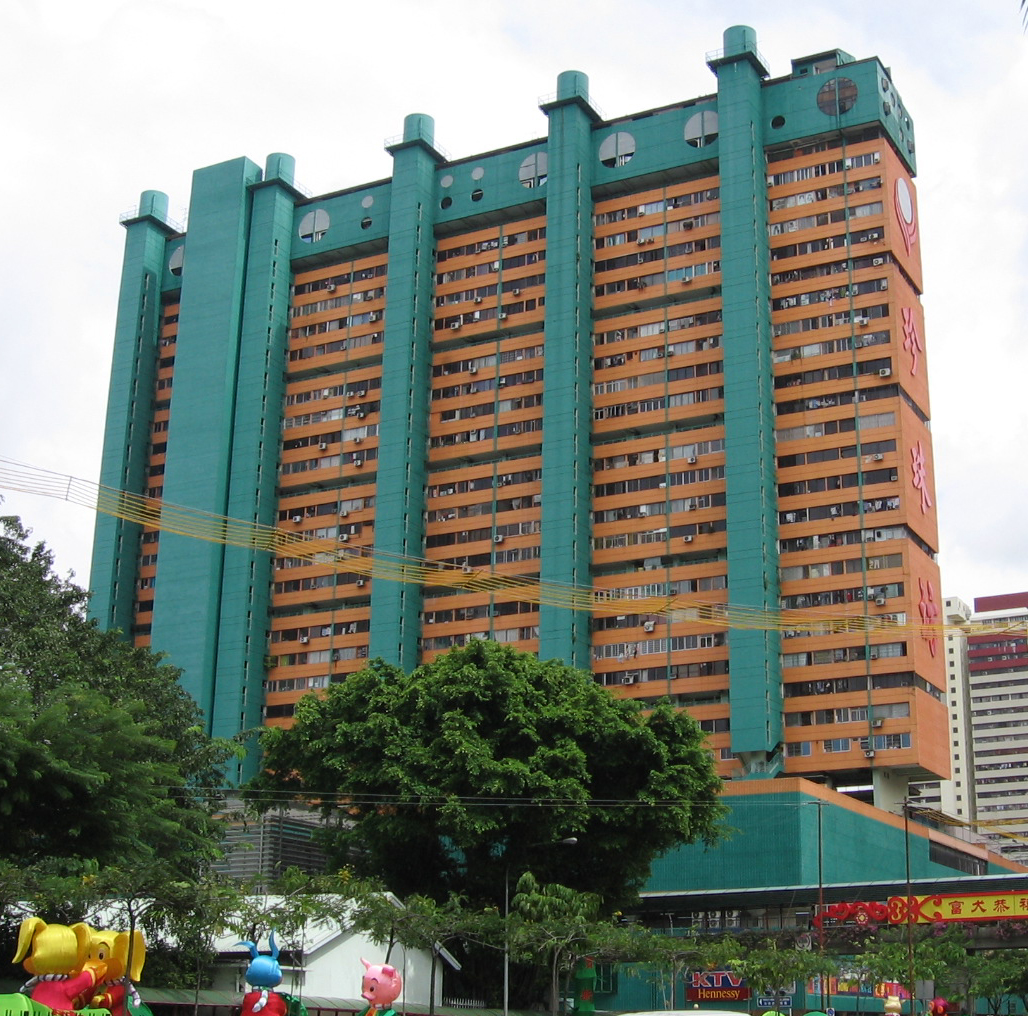
People's Park Complex, Singapur (1967)

Tay Kheng Soon (Singapur, 1940) es un arquitecto singapurense. 

## Trayectoria
Estudió en la Escuela Politécnica de Singapur, donde se tituló en 1964. En sus inicios trabajó en la firma Malayan Architects Co-Partnership, fundada por Lim Chong Keat y William Lim. Con este último y con Koh Seow Chuan fundó en 1967 el estudio DP Architects.
Entre sus primeras obras son de reseñar diversos centros comerciales, como People's Park Complex, Katong y Tanglin en Singapur, y Ampong en Kuala Lumpur.
En 1975 creó su propio estudio, Arkitekt Tenggara. Entre sus posteriores obras destacan: el templo de Chee Tong en Singapur (1983-1987), en que se alejó de la arquitectura religiosa tradicional y proyectó un edificio plenamente moderno; el Serangoon Gardens Country Club (1987), en que desarrolló un nuevo concepto de espacio cubierto al aire libre; y el Instituto de Enseñanza Técnica (1993), diseñado como un espacio polivalente adaptable a nuevos usos. También realizó proyectos urbanísticos, como sus propuestas de nuevas soluciones para los barrios superpoblados del centro de Singapur (Kampong Bugis, 1992).
Además de su profesión, ha ejercido de profesor en la Universidad Nacional de Singapur.